# ザ・買物ゲーム
『ザ・買物ゲーム』（ザかいものゲーム）は、1981年10月4日から1983年3月27日までテレビ東京の日曜正午に放送された、クイズ形式のバラエティ番組（生放送）である。
キャッチフレーズは「ピッタリ当てて、ガッポリ持ってけ!」。

## 概要
タレントと一般視聴者が参加して繰り広げる、買物クイズ。

ゲストが2チームに別れ、ベルトコンベアーに乗って現れてくる商品の金額を、次々と当てるコーナー、そしてゲストが買ってきた商品の値段を、参加視聴者が当てるコーナーの2コーナーで構成されている。
なお、番組は生放送、収録スタジオはテレビ東京本社ではなく、新宿駅東口のスタジオアルタであった。ちなみにスタジオアルタの完成後数年間、平日はフジテレビが「笑っていいとも!」で使用し、日曜日はテレビ東京がこの番組も含めた正午枠で使用していた（それぞれの生放送と準備や撤収の時間以外には、フジテレビやテレビ東京も含めた各局の番組収録やイベント会場としても使用されており、それは現在も変わっていない）。

## 放送時間
いずれも日本時間。
- 1981年10月4日～1982年9月26日：日曜12:00 - 12:55
- 1982年10月3日～1983年3月27日：日曜12:00 - 12:45

## 司会
- 松山英太郎

なお都合で来られない時は、実弟・松山政路が代役を務めた。